# Koobi Fora

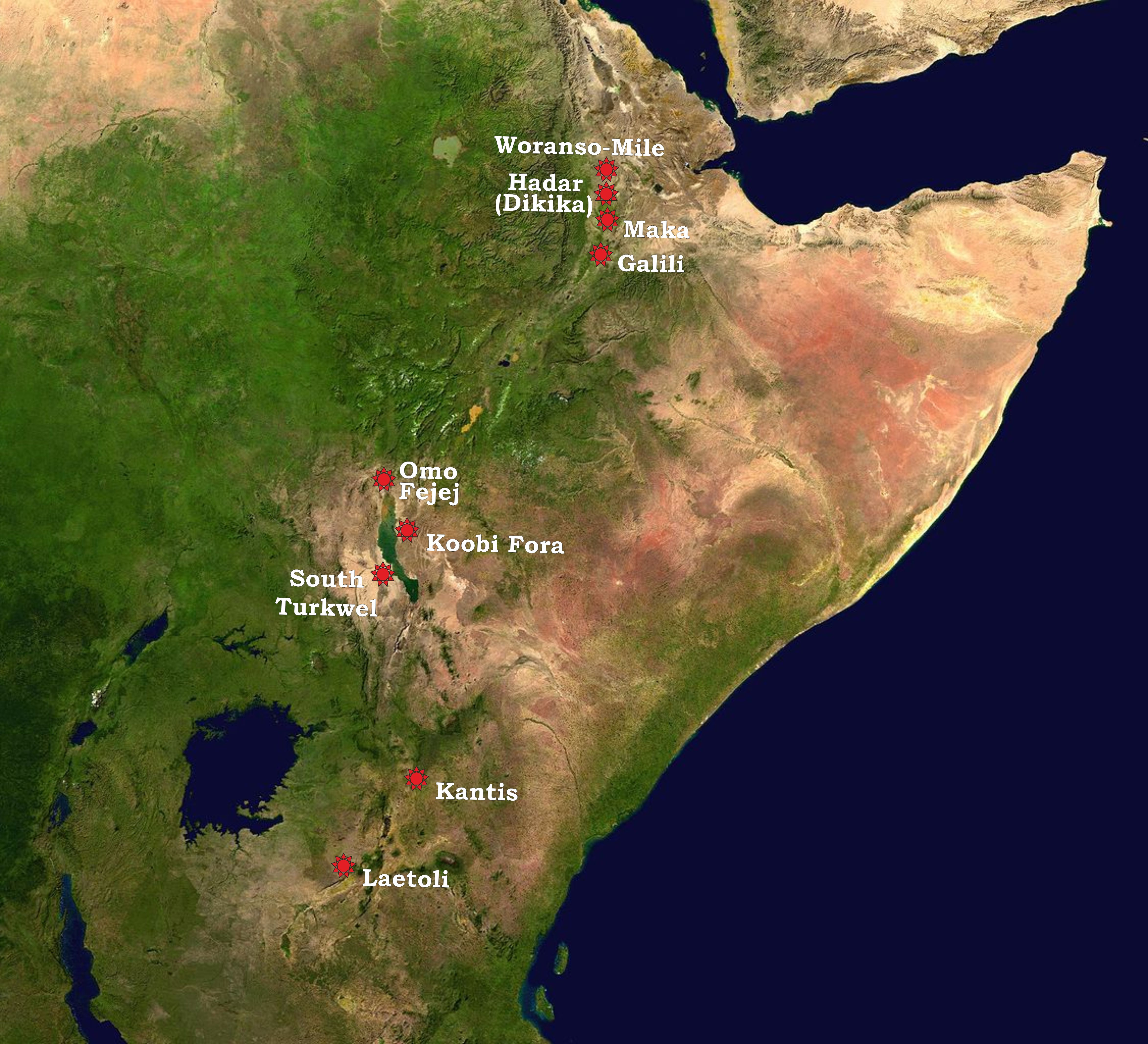
Lage von Koobi Fora (Mitte) in Kenia

Koobi Fora ist eine weitläufige paläoanthropologische und paläontologische Fundstätte im Norden von Kenia, deren Fundhorizonte die Zeitspanne vom mittleren Pliozän bis zum mittleren Pleistozän abdecken, also aus der Zeit vor rund 4 Millionen Jahren bis vor rund 1 Million Jahre stammen. Sie liegt zwischen 3° 35' bis 4° 25' Nord und 36° 10' bis 36° 30' Ost im Nordosten des Turkanasees und wurde erstmals ab 1968 im Rahmen des von Richard Leakey geleiteten East Rudolf Research Project systematisch erkundet. Die Bezeichnung Koobi Fora griff den bei den hier lebenden Gabbra gebräuchlichen Namen für einige flache Hügel entlang des Turkanasee-Ufers auf, deren Bewuchs zum großen Teil aus Pflanzen der Gattung Commiphora besteht.
Das heute als Turkanasee bekannte Gewässer war bis 1975 als „Rudolf-See“ bezeichnet worden, weswegen anfangs auch die Fundstätte an seinem Ufer in Fachpublikationen als East Rudolf (ER) und später gelegentlich als East Turkana benannt wurde. Fossilien werden der Einheitlichkeit halber auch in jüngster Zeit mit Verwahrort (Kenia National Museum, KNM), Fundort (ER) und einer Ziffernfolge archiviert (zum Beispiel als KNM-ER 1808). Nach der Umbenennung des Sees wurde die Forschung an seinem Ostufer unter der Bezeichnung Koobi Fora Research Project fortgesetzt.

## Forschung

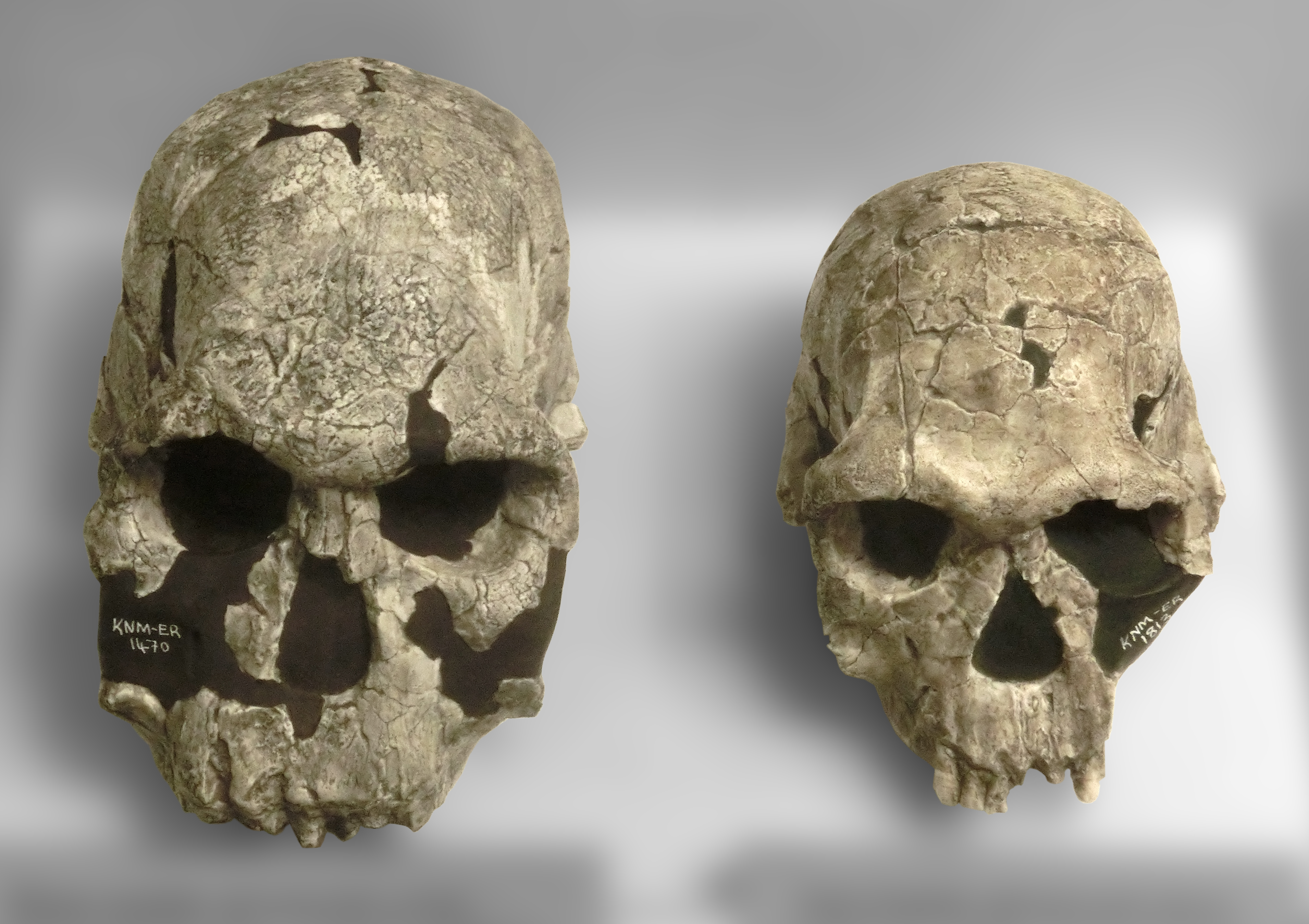
Schädel KNM-ER 1470, Holotypus von Homo rudolfensis und Schädel KNM-ER 1813 von Homo habilis (Nachbildungen)

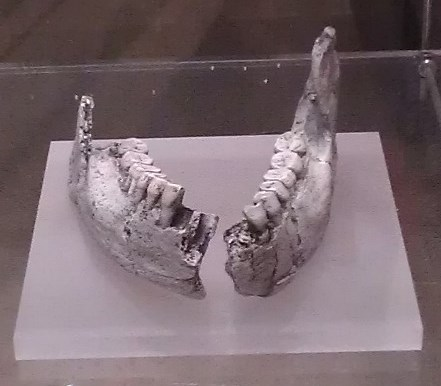
Unterkiefer KNM-ER 992, Holotypus von Homo ergaster (Nachbildung)

Koobi Fora wurde aus der Luft entdeckt: 1967 überflog Richard Leakey das Gelände auf einem Rückflug aus dem Omo-Mündungsgebiet nördlich des Turkanasees, wo er seit kurzem die kenianischen Expertengruppe der Omo Research Expedition leitete. Eine erste Exkursion im Jahr 1968 bestätigte Leakeys Vermutung aus dem Vorjahr, dass östlich des Turkanasees Fossilien zutage treten. Unterstützt von der National Geographic Society, die ihm für das Omo-Projekt zugesicherte Gelder umwidmete, brach er seine Teilnahme an der  Omo Research Expedition ab und leitete stattdessen von 1969 bis 1975 die Ausgrabungen am Ostufer des Turkanasees. 1970 stieß Glynn Isaac als Co-Leiter hinzu, von Beginn an beteiligt an der Erkundung des Geländes waren u. a. Bernard Wood und John Harris (damals noch Studenten), Kamoya Kimeu, Paul Irving Abell und Kay Behrensmeyer sowie Meave Leakey, die 1989 die Projektleitung übernahm. Seit 1973 ist das Gebiet als Teil des Sibiloi-Nationalparks unter Schutz gestellt.
Koobi Fora erwies sich rasch als außerordentlich ertragreicher Fundort, in dem – vergleichbar mit Hadar im Afar-Dreieck von Äthiopien – mehr als 10.000 hominine Fossilien geborgen wurden.
- Bereits 1969 wurden mehrere hominine Fossilien gefunden, darunter der sehr gut erhaltene Schädel KNM-ER 406 von Paranthropus boisei sowie das zur gleichen Art gehörende Schädelfragment KNM-ER 407 und diverse Steinwerkzeuge aus der Kultur des Oldowan.[4]

- 1971 wurde der Unterkiefer KNM-ER 992 entdeckt, der 1975 in einer tschechischen Fachzeitschrift als Holotypus von Homo ergaster benannt wurde.[5]

- 1972 wurde der Schädel KNM-ER 1470 entdeckt, der 1986 in einem von einem Moskauer Verlag herausgegebenen Buch von Valerii Alexeev (Валерий Павлович Алексеев) als Holotypus von Homo rudolfensis ausgewiesen wurde.[6]

- 1973 wurde zwei Schädel von Homo habilis entdeckt (KNM-ER 1805 und KNM-ER 1813). Für den recht kleinen Schädel KNM-ER 1813 wurde 1995 vorgeschlagen, ihn einer eigenen Art zuzuordnen, „Homo microcranous“, was sich jedoch im Kreise der Paläontologen nicht durchsetzte.[7]
- 1975 wurde das Schädeldach KNM-ER 3733 entdeckt, das erste in Koobi Fora entdeckte Fossil von Homo erectus.
- 2007 wurden in der Nähe des Dorfes Ileret 1,51 bis 1,53 Millionen Jahre alte fossilen Fußspuren entdeckt, die Homo erectus zugeschrieben werden. Diese rund 100 freigelegten Fußabdrücke belegen, dass Homo erectus sowohl über einen im Wesentlichen dem modernen Menschen entsprechenden Bau der Füße als auch über eine vergleichbare Form der aufrechten, zweibeinigen Fortbewegungsweise verfügte.[8]

- Aus der Epoche des Early Stone Age wurden mehrfach Ansammlungen von Tierknochen entdeckt, die Schnittspuren aufweisen – Belege für das Abtrennen von Muskelgewebe mit Hilfe von Steinwerkzeugen bereits vor rund 1,5 Millionen Jahren.[9]

- Dem Team des Koobi Fora Research Project sind schließlich auch die am Westufer des Turkanasees (WT) entdeckten Fossilien zuzurechnen, darunter das bislang vollständigste Skelett von Homo erectus, der Nariokotome-Junge (KNM-WT 15000) und der Black Skull (KNM-WT 17000) von Paranthropus aethiopicus.

- Aus den gleichen Schichten, aus denen die homininen Fossilien stammen, wurden auch zahlreiche Knochen von fossilen Affen, Antilopen, Elefanten, Flusspferden, Nashörnern, Schweinen, Zebras und vielen anderen Tierarten gefunden und in den Jahren zwischen 1977 und 2013 in insgesamt sieben, jeweils mehrere hundert Seiten umfassenden Bänden dokumentiert (siehe Abschnitt Literatur).

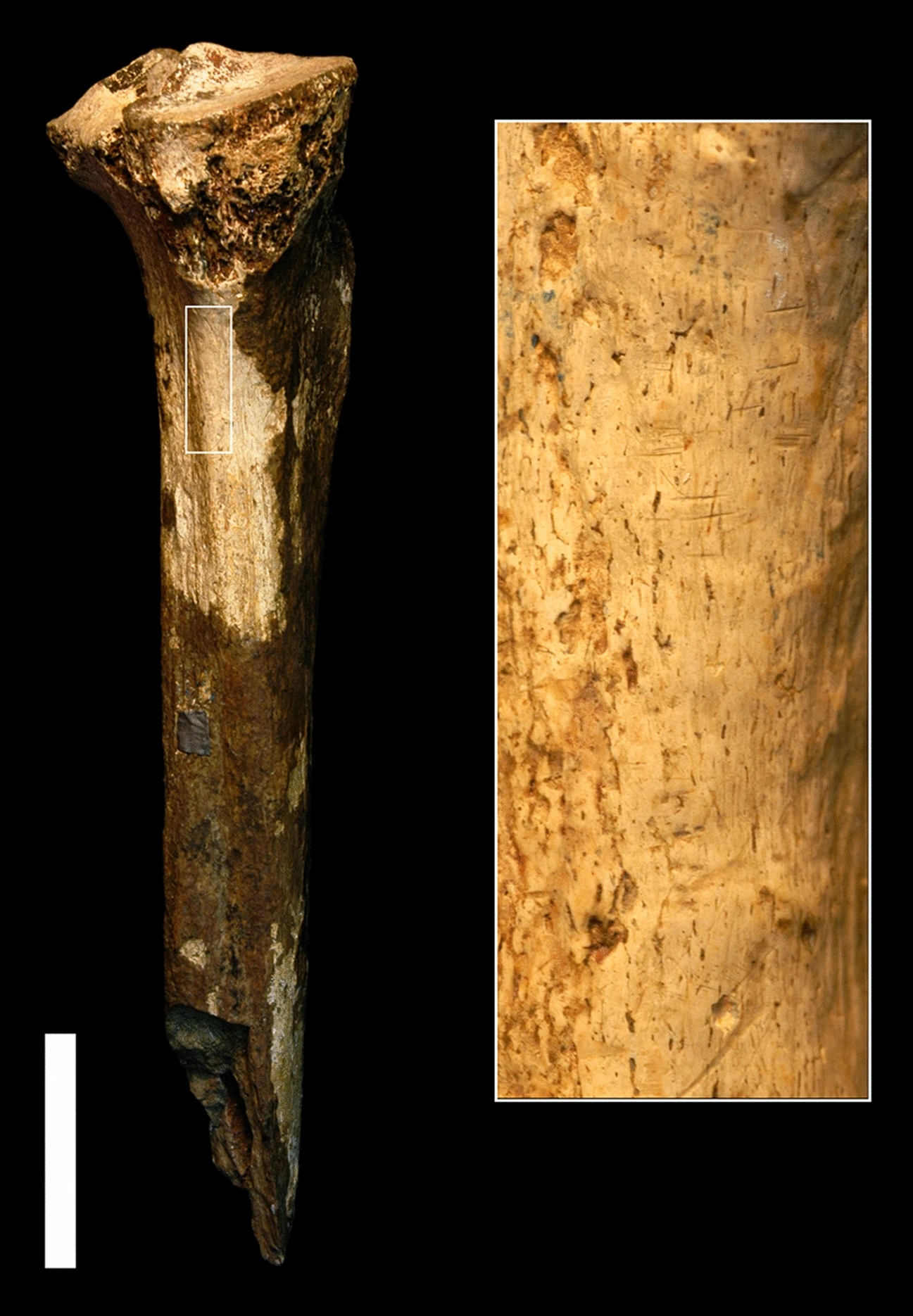
Schnittspuren auf dem homininen Schienbein-Knochen KNM-ER 741 (Markierung: 4 cm)

- 2023 wurden an dem homininen Schienbein-Knochen KNM-ER 741 Schnittspuren beschrieben, bei denen es sich den Forschern zufolge um „die ersten (und bisher einzigen) Schnittspuren“ handelt, „die an einem postkranialen homininen Fossil aus dem frühen Pleistozän gefunden wurden.“ Dem Fossil wurde ein Alter von 1,45 Millionen Jahre zugeschrieben.[10]

## Belege
1. ↑  Eintrag Koobi Fora in Bernard Wood (Hrsg.): Wiley-Blackwell Encyclopedia of Human Evolution. 2 Bände. Wiley-Blackwell, Chichester u. a. 2011, ISBN 978-1-4051-5510-6.
2. ↑  Koobi Fora: Historical Background. Auf: museums.or.ke, eingesehen am 26. Mai 2021.
3. ↑  Eintrag East Rudolf Research Project in Bernard Wood (Hrsg.): Wiley-Blackwell Encyclopedia of Human Evolution. 2 Bände. Wiley-Blackwell, Chichester u. a. 2011, ISBN 978-1-4051-5510-6.
4. ↑  Richard Leakey: New Hominid Remains and Early Artefacts from Northern Kenya: Fauna and Artefacts from a New Plio-Pleistocene Locality near Lake Rudolf in Kenya. In: Nature. Band 226, 1970, S. 223–224, doi:10.1038/226223a0.
5. ↑   Colin Groves und Vratislav Mazák: An Approach to the Taxonomy of the Hominidae: Gracile Villafrancian Hominids of Africa. In: Časopis pro mineralogii a geologii. Band 20, 1975, S. 225–247. Nachdruck in: W. Eric Meikle, Sue Taylor Parker: Naming our Ancestors. An Anthology of Hominid Taxonomy. Waveland Press, Prospect Heights (Illinois) 1994, ISBN 0-88133-799-4, S. 107–125.
6. ↑  Valerii P. Alexeev: The Origin of the Human Race. Progress Publishers, Moskau 1986. Nachdruck der für Homo rudolfensis relevanten Seiten 89–94 in: W. Eric Meikle, Sue Taylor Parker: Naming our Ancestors. An Anthology of Hominid Taxonomy. Waveland Press, Prospect Heights (Illinois) 1994, ISBN 0-88133-799-4, S. 143–147.
7. ↑  Walter W. Ferguson: A new species of the genus Homo (primates: Hominidae) from the Plio/Pleistocene of Koobi Fora, in Kenya. In: Primates. Band 36, 1995, S. 69–89, doi:10.1007/BF02381916.
8. ↑  Matthew R. Bennett et al.: Early Hominin Foot Morphology Based on 1.5-Million-Year-Old Footprints from Ileret, Kenya. In: Science. Band 323, 2009, S. 1197–1201, doi:10.1126/science.1168132.
9. ↑   Henry T. Bunn: Archaeological evidence for meat-eating by Plio-Pleistocene hominids from Koobi Fora and Olduvai Gorge. In: Nature. Band 291, 1981, S. 574–577, doi:10.1038/291574a0.
 Briana L. Pobiner et al.: New evidence for hominin carcass processing strategies at 1.5 Ma, Koobi Fora, Kenya. In: Journal of Human Evolution. Band 55, Nr. 1, 2008, S. 103–130, doi:10.1016/j.jhevol.2008.02.001. 
Stephen R.Merritt: Investigating hominin carnivory in the Okote Member of Koobi Fora, Kenya with an actualistic model of carcass consumption and traces of butchery on the elbow. In: Journal of Human Evolution. Band 112, 2017, S. 105–133, doi:10.1016/j.jhevol.2017.08.004.
10. ↑  Briana Pobiner, Michael Pante und Trevor Keevil: Early Pleistocene cut marked hominin fossil from Koobi Fora, Kenya. In: Scientific Reports. Band 13, Artikel-Nr. 9896, 2023, doi:10.1038/s41598-023-35702-7.

Koordinaten: 4° 0′ 0″ N, 36° 20′ 0″ O